# Poul Nyboe Andersen
Poul Frode Nyboe Andersen (født 23. november 1913 i Malt Sogn, død 5. november 2004 i Slagelse) var en dansk økonom og politiker.
Han var søn af gårdejer og landbrugskandidat Anders Andersen og hustru Kristine født Nyboe.
Poul Nyboe Andersen blev student fra Aarhus Katedralskole i 1932 og i 1939 cand.polit. fra Københavns Universitet med det højeste gennemsnit både før og siden under 1929-studieordningen.
Han var journalist ved Kristeligt Dagblad 1939-1941.
Fra 1941 var han manuduktør ved Københavns Universitet og fra 1943 undervisningsassistent ved Aarhus Universitet. Han blev dr.oecon. i 1946 og herefter i 1948 docent og fra 1950-1971 professor ved Handelshøjskolen i København. Han var med til at grundlægge Krogerup Højskole, hvor han var lærer fra 1946 til 1961.
I 1953 blev han medlem af FDB's repræsentantskab, og 1956-1966 var han formand for FDB.
Han var knyttet til partiet Venstre og i 1968-1971 økonomiminister og minister for nordiske anliggender samt europæiske markedsanliggender i Regeringen Hilmar Baunsgaard og i 1973-1975 økonomi- og handelsminister i Regeringen Poul Hartling. Fra 1968-1977 var han medlem af Venstres hovedbestyrelse.
Nyboe Andersen blev valgt til Europa-Parlamentet 18. december 1973, men trak sig fra posten allerede dagen efter da han blev minister.
Han var 1966-1968 kvæstor for Carlsbergfondet og Ny Carlsbergfondet. I 1976 blev han formand for Andelsbankens direktion og bestred denne post til 1981.
Han blev i 1938 gift med lærer Ditte født Raben, datter af malermester Emanuel Raben og hustru Kathrine født Jeppesen. Han er far til tidligere nationalbankdirektør Bodil Nyboe Andersen.